# Willem de Sitter
Willem de Sitter (ur. 6 maja 1872 w Sneek we Fryzji, zm. 20 listopada 1934 w Lejdzie) – holenderski naukowiec: astronom, fizyk teoretyczny i matematyk. Profesor Uniwersytetu w Lejdzie (Leiden) i dyrektor tamtejszego obserwatorium astronomicznego. Laureat prestiżowych nagród astronomicznych, w tym tych najwyższych w jego czasach jak brytyjski Złoty Medal Królewskiego Towarzystwa Astronomicznego (ang. Royal Astronomical Society, 1931) i francuskie Prix Jules-Janssen (1934).
De Sitter wsławił się w teoretycznej kosmologii fizycznej, w której był jednym z pionierów. Podał jedno z pierwszych kosmologicznych rozwiązań równań Einsteina w ogólnej teorii względności, nazwane później wszechświatem de Sittera. Opisuje ono czasoprzestrzeń pustą (bez materii) z dodatnią stałą kosmologiczną (Λ), rozszerzającą się wykładniczo.

## Życie

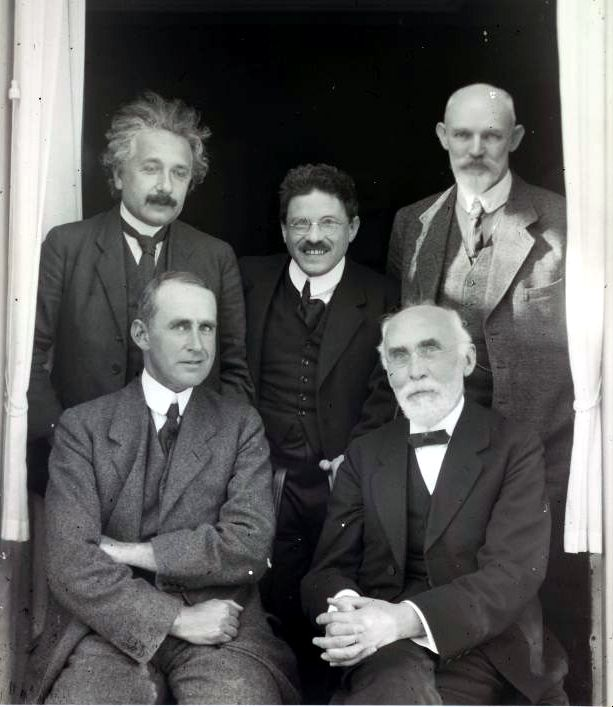
Willem de Sitter z wybitnymi naukowcami w Lejdzie (1923) – od lewej: Einstein, Ehrenfest, de Sitter, Eddington, Lorentz.

De Sitter studiował matematykę na uniwersytecie w Groningen. Po zakończeniu studiów rozpoczął badania w tamtejszym laboratorium astronomicznym. W latach 1897–1899 pracował w Cape Observatory w Kolonii Przylądkowej (obecnie Południowa Afryka), a następnie w 1908 objął katedrę astronomii na Uniwersytecie w Lejdzie. Od roku 1919 aż do śmierci był dyrektorem obserwatorium astronomicznego w Lejdzie. Był członkiem Królewskiej Holenderskiej Akademii Sztuk i Nauk oraz prezydentem Międzynarodowej Unii Astronomicznej.

## Działalność naukowa
Najważniejsze osiągnięcia de Sittera należą do obszaru kosmologii fizycznej. Był współautorem (razem z Albertem Einsteinem) opublikowanej w 1932 roku pracy, sugerującej istnienie dużych ilości materii nieemitującej światła, dzisiaj nazywanej ciemną materią.
De Sitter jest także znany dzięki swoim badaniom poświęconym planecie Jowisz.

## Wyróżnienia
- 1929: Medal Jamesa Craiga Watsona,
- 1931: Złoty Medal Catherine Wolfe Bruce,
- 1931: Złoty Medal Królewskiego Towarzystwa Astronomicznego,
- 1934: Prix Jules-Janssen.

Jego nazwiskiem nazwano:
- krater De Sitter na Księżycu,
- planetoidę (1686) De Sitter,
- Wszechświat de Sittera,
- Przestrzeń anty de Sittera.